# Liste der Kulturdenkmale in Gablenz (Oberlausitz)

Wappen von Gablenz

In der Liste der Kulturdenkmale in Gablenz  sind sämtliche Kulturdenkmale der sächsischen Gemeinde Gablenz verzeichnet, die bis September 2017 vom Landesamt für Denkmalpflege Sachsen erfasst wurden (ohne archäologische Kulturdenkmale). Die Anmerkungen sind zu beachten.
Diese Liste ist eine Teilliste der Liste der Kulturdenkmale im Landkreis Görlitz.

## Gablenz
| Bild                                    | Bezeichnung                                                                                  | Lage                                             | Datierung                                                    | Beschreibung | ID       |
| --------------------------------------- | -------------------------------------------------------------------------------------------- | ------------------------------------------------ | ------------------------------------------------------------ | --- | -------- |
| Direkt Bild zu diesem Denkmal hochladen | Waldeisenbahn Muskau (Sachgesamtheit)                                                        | (Karte)                                          | Ab 1895, Inbetriebnahme um 1900                              | Sachgesamtheitsbestandteil der Sachgesamtheit Waldeisenbahn Muskau: Eisenbahnstrecke mit historischer Trasse als Sachgesamtheitsteil (siehe auch Sachgesamtheitsdokument Obj. 08975856); eisenbahngeschichtlich und ortsgeschichtlich von Bedeutung | 09303187 |
| Weitere Bilder                          | Kriegerdenkmal für die Gefallenen des Ersten Weltkrieges, mit Einfriedung                    | Dorfstraße (Gablenz), Ecke Kromlauer Weg (Karte) | Um 1895 (Sockel und Einfriedung); nach 1918 (Kriegerdenkmal) | Ortsgeschichtlich von Bedeutung. Quadratischer Sockel, darauf Granitobelisk, schmiedeeiserne Einfriedung. | 09277063 |
|                                         | Wohnhaus, Stall und Scheune eines Bauernhofes, mit Einfriedungsmauer                         | Dorfstraße (Gablenz) 15 (Karte)                  | Um 1895                                                      | Baugeschichtlich und wirtschaftsgeschichtlich von Bedeutung. Klinker, Scheune aus zum Teil Fachwerk, anschließende Mauer mit drei Torpfeilern, Staketenzaun, Holzschwengelpumpe. | 09277062 |
| Direkt Bild zu diesem Denkmal hochladen | Handspritzpumpe der Feuerwehr                                                                | Dorfstraße (Gablenz) 19 (Karte)                  | Bezeichnet mit 1900                                          | Ortsgeschichtlich und technikgeschichtlich von Bedeutung | 09278998 |
|                                         | Schrotholzwohnhaus, Seitengebäude, Schrotholzscheune und Torhaus eines Vierseithofes         | Dorfstraße (Gablenz) 22 (Karte)                  | Um 1820 (Vierseithof); um 1890 (Stall)                       | Baugeschichtlich und wirtschaftsgeschichtlich von Bedeutung. Wohnhaus (Schrotholz), Stall (Klinker), Scheune (Schrotholz) und Torhaus (zum Teil Schrotholz). | 09277064 |
|                                         | Wohnhaus                                                                                     | Dorfstraße (Gablenz) 24 (Karte)                  | 1904                                                         | Putzdekoration als Fensterrahmung, baugeschichtlich von Bedeutung. Stattlich, zweigeschossig. | 09277076 |
|                                         | Pfarrhaus                                                                                    | Dorfstraße (Gablenz) 34 (Karte)                  | Letztes Drittel 19. Jahrhundert                              | Spätklassizistische Fassade, baugeschichtlich von Bedeutung | 09277073 |
| Weitere Bilder                          | Kirche und Grabmal auf dem Kirchhof                                                          | Dorfstraße (Gablenz) 34 (Karte)                  | Um 1500                                                      | Baugeschichtlich und ortsgeschichtlich von Bedeutung. Kleine spätgotische Saalkirche, umfassender Umbau 1759. Der Putzbau mit eingezogenem 5/8-Schluss und barocken Anbauten. Stichbogenfenster und quadratischer Westturm, dieser mit oktogonalem Glockengeschoss und doppelt geschweifter Haube. Im Innern flache Putzdecke. Die Ausstattung aus der Zeit des Umbaues. An drei Seiten Emporen, die Westempore zweigeschossig. Schlichter Kanzelaltar aus Holz, mit bauchigem Kanzelkorb zwischen Doppelsäulen. Orgel von Julius Röhle, 1899/1900. Auf dem Friedhof klassizistisches Grabdenkmal in Art einer Stele für das Ehepaar Halke (gestorben 1833 bzw. 1845). Spätgotischer Bau mit eingezogenem, fünfseitigem Chor und quadratischem Westturm; heutiger Bau: im Barock umgebaut; Inschrifttafel von 1759 über dem Portal; klassizistisches Grabmal in Art einer Stele auf dem Friedhof. | 09277072 |
|                                         | Schrotholzscheune                                                                            | Dorfstraße (Gablenz) 36 (Karte)                  | Um 1850                                                      | Baugeschichtlich und wirtschaftsgeschichtlich von Bedeutung. Tordurchfahrt auf einer Seite zugesetzt, auf der anderen behelfsmäßig eine Tür verwendet. | 09277074 |
| Direkt Bild zu diesem Denkmal hochladen | Schrotholzwohnhaus, Seitengebäude, Werkstattgebäude und Durchfahrtsscheune eines Bauernhofes | Hüttenweg 7 (Karte)                              | Um 1870                                                      | Baugeschichtlich und wirtschaftsgeschichtlich von Bedeutung. Wohnhaus: preußisches Fachwerk und Schrotholz. Werkstattgebäude, Stall und Durchfahrtsscheune: Klinker. | 09277070 |
| Weitere Bilder                          | Schrotholzwohnhaus, Seitengebäude und Scheune eines Bauernhofes                              | Krauschwitzer Weg 20 (Karte)                     | Um 1850 (Bauernhaus); um 1870 (Scheune)                      | Baugeschichtlich und wirtschaftsgeschichtlich von Bedeutung. Wendezapfsäulen, Wohnhaus: Schrotholz, preußisches Fachwerk. Scheune: preußisches Fachwerk. Seitengebäude (Stall): Klinker und Annexbau aus Raseneisenerzsteinen. | 09277066 |
| Direkt Bild zu diesem Denkmal hochladen | Schrotholzwohnhaus, Seitengebäude und Durchfahrtscheune eines Bauernhofes                    | Nordweg 21 (Karte)                               | Um 1870                                                      | Baugeschichtlich und wirtschaftsgeschichtlich von Bedeutung. Originale Fenster und Haustür, an den Stirnseiten der Klinkerbauten Rundbogenfenster, Staketenzaun. Stall aus Klinker und Durchfahrtscheune (Klinker) mit Wendezapfsäulen. | 09277067 |
| Direkt Bild zu diesem Denkmal hochladen | Wohnstallhaus aus Schrotholz                                                                 | Sagoinza 4 (Karte)                               | Um 1850                                                      | Baugeschichtlich und sozialgeschichtlich von Bedeutung | 09277060 |
| Direkt Bild zu diesem Denkmal hochladen | Schrotholzwohnhaus                                                                           | Schulstraße 4 (Karte)                            | Nach 1800                                                    | Großteils verbrettert, baugeschichtlich von Bedeutung | 09279089 |
| Direkt Bild zu diesem Denkmal hochladen | Schule                                                                                       | Schulstraße 6 (Karte)                            | 1908                                                         | Baugeschichtlich und ortsgeschichtlich von Bedeutung, zweigeschossiger Klinkerbau mit Eingangsrisaliten | 09277061 |
| Direkt Bild zu diesem Denkmal hochladen | Wohnhaus, Seitengebäude und Schuppen mit Remise eines Bauernhofes                            | Seeweg 3 (Karte)                                 | Um 1900                                                      | Alles aus Klinker, baugeschichtlich und wirtschaftsgeschichtlich von Bedeutung | 09277075 |
|                                         | Herrenhaus des ehemaligen Rittergutes                                                        | Spremberger Straße 3 (Karte)                     | Kern 18. Jahrhundert                                         | Ohne Anbau, baugeschichtlich und ortsgeschichtlich von Bedeutung. Herrenhaus: barocker, zweigeschossiger Bau mit Fachwerk-Obergeschoss, Krüppelwalmdach, klassizistischem Portal. Das Dominium gehörte zur Standesherrschaft Muskau, Besitzer war Graf Arnim, der letzte Pächter hieß Gravenhorst. | 09277069 |
| Direkt Bild zu diesem Denkmal hochladen | Schrotholzwohnhaus und Scheune eines Bauernhofes                                             | Wiesengrund 1 (Karte)                            | Um 1870                                                      | Baugeschichtlich und wirtschaftsgeschichtlich von Bedeutung. Wohnhaus: Klinker und Schrotholz. Scheune: zum Teil Fachwerk, mit Wendezapfsäulen, Handstrichbiber. | 09277065 |
| Direkt Bild zu diesem Denkmal hochladen | Wohnstallhaus aus Schrotholz                                                                 | Wossinka 10 (Karte)                              | Um 1850                                                      | Baugeschichtlich und sozialgeschichtlich von Bedeutung | 09277059 |
| Direkt Bild zu diesem Denkmal hochladen | Schrotholzwohnhaus                                                                           | Wossinka 13 (Karte)                              | Bezeichnet mit 1799                                          | Baugeschichtlich und sozialgeschichtlich von Bedeutung. Eine Ecke Fachwerk, Feldsteingründung, alter Schwellbalken, eine Wendezapfsäule. | 09277057 |
| Direkt Bild zu diesem Denkmal hochladen | Schrotholzwohnhaus (giebelseitig Umgebinde)                                                  | Wossinka 17 (Karte)                              | Vor 1850                                                     | Baugeschichtlich und sozialgeschichtlich von Bedeutung, traufseitig verbrettert | 09277056 |

## Kromlau
| Bild                                    | Bezeichnung | Lage                                                                                     | Datierung                                        | Beschreibung | ID       |
| --------------------------------------- | --- | ---------------------------------------------------------------------------------------- | ------------------------------------------------ | --- | -------- |
| Weitere Bilder                          | Waldeisenbahn Muskau (Sachgesamtheit) | (Karte)                                                                                  | Ab 1895, Inbetriebnahme um 1900                  | Sachgesamtheitsbestandteil der Sachgesamtheit Waldeisenbahn Muskau: Eisenbahnstrecke mit historischer Trasse als Sachgesamtheitsteil (siehe auch Sachgesamtheitsdokument Obj. 08975856); eisenbahngeschichtlich und ortsgeschichtlich von Bedeutung | 09303139 |
| Weitere Bilder                          | Schloss und Landschaftspark Kromlau (Sachgesamtheit) | Altes Schloß 11 (Halbendorfer Straße 6, Halbendorfer Straße 7, Jämlitzer Weg 49) (Karte) | Nach 1842 (Schlosspark)                          | Sachgesamtheit Schloss und Landschaftspark Kromlau, mit folgenden Einzeldenkmalen: Inselteich, Rakotzsee, Rakotzbrücke, sämtliche Kleinarchitekturen aus Basalt (Klippen, Grotten, Höhlen und Pyramiden, der Richterstuhl, die Orgel, Himmel und Hölle) sowie alle Plastiken, darunter Herkules Farnese, zwei Nymphen und ein Putto (siehe Einzeldenkmale 09303000), Schloss mit Mittelgiebel und Turm (siehe Einzeldenkmal 09288372), Kavaliershaus (heute Gemeindeverwaltung) im Schweizerstil, mit Malereien und figürlichen Plastiken (siehe Einzeldenkmal 09288369), Rentamt (siehe Einzeldenkmal 09288370), Gesindehaus mit Stallteil und zwei Einfahrtspfeilern (siehe Einzeldenkmal 09288373) sowie der gesamte gestaltete Landschaftspark (Gartendenkmal) mit Azaleen- und Rhododendronschlucht und Stern; baugeschichtlich, ortsgeschichtlich, landschaftsgestaltend und gartenkünstlerisch von Bedeutung | 09288377 |
| Weitere Bilder                          | Inselteich, Rakotzsee, Rakotzbrücke, sämtliche Kleinarchitekturen aus Basalt (Klippen, Grotten, Höhlen und Pyramiden, der Richterstuhl, die Orgel, Himmel und Hölle, Basaltkirche/Dom, Feldherrensitz), Steinbänke, Steintreppen und Sitzplätze sowie alle Plastiken, darunter Herkules Farnese, zwei Nymphen und zwei Putti (Einzeldenkmale zu ID-Nr. 09288377) | (Karte)                                                                                  | Um 1860 (Rakotzbrücke); 18. Jahrhundert (Statue) | Einzeldenkmale der Sachgesamtheit Schloss und Landschaftspark Kromlau (siehe auch Sachgesamtheit 09288377); baugeschichtlich, künstlerisch und ortsgeschichtlich von Bedeutung | 09303000 |
| Weitere Bilder                          | Altes Schloss mit Mittelgiebel und Turm (Einzeldenkmal zu ID-Nr. 09288377) | Altes Schloß 11 (Karte)                                                                  | 1845                                             | Einzeldenkmal der Sachgesamtheit Schloss und Landschaftspark Kromlau (siehe auch Sachgesamtheit 09288377); baugeschichtlich und ortsgeschichtlich von Bedeutung. Putzquaderungen, je zwei Mansardfenster im Mansarddach. | 09288372 |
| Direkt Bild zu diesem Denkmal hochladen | Schrotholzwohnhaus | Dorfstraße (Kromlau) 13 (Karte)                                                          | Um 1850                                          | Baugeschichtlich und sozialgeschichtlich von Bedeutung | 09288374 |
| Direkt Bild zu diesem Denkmal hochladen | Wohnhaus und Scheune eines Bauernhofes | Dorfstraße (Kromlau) 14 (Karte)                                                          | Um 1900                                          | Beides Klinkerbauten, baugeschichtlich und wirtschaftsgeschichtlich von Bedeutung, Kniestock am Wohnhaus | 09288375 |
| Direkt Bild zu diesem Denkmal hochladen | Schrotholzwohnhaus, Scheune und Stallanbau | Dorfstraße (Kromlau) 26 (Karte)                                                          | Um 1800 (Bauernhaus); um 1900 (Scheune)          | Baugeschichtlich und wirtschaftsgeschichtlich von Bedeutung. Schrotholzwohnhaus: verbrettert, mit Raseneisenerzsockel. Scheune Klinker. Stallanbau: Klinker und Raseneisenerz. | 09288383 |
| Direkt Bild zu diesem Denkmal hochladen | Wohnhaus | Dorfstraße (Kromlau) 31 (Karte)                                                          | Um 1900                                          | Klinker, baugeschichtlich von Bedeutung | 09288385 |
| Direkt Bild zu diesem Denkmal hochladen | Friedhofskapelle | Halbendorfer Straße (hinter Nr. 1d, im Wald gelegen) (Karte)                             | 1909                                             | Mit neoromanischen Einflüssen, baugeschichtlich von Bedeutung | 09299878 |
| Direkt Bild zu diesem Denkmal hochladen | Stallscheune mit Laubengang eines ehemaligen Vierseithofes | Halbendorfer Straße 1a (Karte)                                                           | 1. Hälfte 19. Jahrhundert                        | Baugeschichtlich von Bedeutung, Laubengang mit Seltenheitswert. Erdgeschoss Bruchstein, preußisches Kappengewölbe, Wände ca. 50 cm, Holzkonstruktion Obergeschoss und Dach wahrscheinlich älter. | 09288388 |
|                                         | Kavaliershaus (heute Gemeindeverwaltung) im Schweizerstil, mit Malereien und figürlichen Plastiken (Einzeldenkmal zu ID-Nr. 09288377) | Halbendorfer Straße 6 (Karte)                                                            | 1860er Jahre                                     | Einzeldenkmal der Sachgesamtheit Schloss und Landschaftspark Kromlau (siehe auch Sachgesamtheit 09288377); baugeschichtlich und ortsgeschichtlich von Bedeutung, Dachüberstände, Zierfachwerk, Holzbalkons | 09288369 |
| Weitere Bilder                          | Ehemaliges Rentamt (Einzeldenkmal zu ID-Nr. 09288377) | Halbendorfer Straße 7 (Karte)                                                            | 1. Hälfte 19. Jahrhundert                        | Einzeldenkmal der Sachgesamtheit Schloss und Landschaftspark Kromlau (siehe auch Sachgesamtheit 09288377); baugeschichtlich und ortsgeschichtlich von Bedeutung, langer eingeschossiger Baukörper, Krüppelwalmdach | 09288370 |
| Direkt Bild zu diesem Denkmal hochladen | Gesindehaus mit Stallteil und zwei Einfahrtspfeilern (Einzeldenkmal zu ID-Nr. 09288377) | Jämlitzer Weg 49 (Karte)                                                                 | 1. Hälfte 19. Jahrhundert                        | Einzeldenkmal der Sachgesamtheit Schloss und Landschaftspark Kromlau (siehe auch Sachgesamtheit 09288377); baugeschichtlich und ortsgeschichtlich von Bedeutung. Langgestreckter Baukörper, Krüppelwalmdach (gehört zum Gutshof). | 09288373 |

### Ehemaliges Denkmal (Kromlau)
| Bild                                    | Bezeichnung                | Lage                            | Datierung | Beschreibung | ID       |
| --------------------------------------- | -------------------------- | ------------------------------- | --------- | --- | -------- |
| Direkt Bild zu diesem Denkmal hochladen | Wohnhaus eines Bauernhofes | Dorfstraße (Kromlau) 19 (Karte) | Um 1900   | Baugeschichtlich von Bedeutung, gelber Klinker, Kniestock. Zwischen 2017 und 2024 aus der Denkmalliste gestrichen. | 09288379 |

## Tabellenlegende
- Bild: Bild des Kulturdenkmals, ggf. zusätzlich mit einem Link zu weiteren Fotos des Kulturdenkmals im Medienarchiv Wikimedia Commons. Wenn man auf das Kamerasymbol klickt, können Fotos zu Kulturdenkmalen aus dieser Liste hochgeladen werden:
- Bezeichnung: Denkmalgeschützte Objekte und ggf. Bauwerksname des Kulturdenkmals
- Lage: Straßenname und Hausnummer oder Flurstücknummer des Kulturdenkmals. Die Grundsortierung der Liste erfolgt nach dieser Adresse. Der Link (Karte) führt zu verschiedenen Kartendiensten mit der Position des Kulturdenkmals. Fehlt dieser Link, wurden die Koordinaten noch nicht eingetragen. Sind diese bekannt, können sie über ein Tool mit einer Kartenansicht einfach nachgetragen werden. In dieser Kartenansicht sind Kulturdenkmale ohne Koordinaten mit einem roten bzw. orangen Marker dargestellt und können durch Verschieben auf die richtige Position in der Karte mit Koordinaten versehen werden. Kulturdenkmale ohne Bild sind an einem blauen bzw. roten Marker erkennbar.
- Datierung: Baubeginn, Fertigstellung, Datum der Erstnennung oder grobe zeitliche Einordnung entsprechend des Eintrags in der sächsischen Denkmaldatenbank
- Beschreibung: Kurzcharakteristik des Kulturdenkmals entsprechend des Eintrags in der sächsischen Denkmaldatenbank, ggf. ergänzt durch die dort nur selten veröffentlichten Erfassungstexte oder zusätzliche Informationen
- ID: Vom Landesamt für Denkmalpflege Sachsen vergebene, das Kulturdenkmal eindeutig identifizierende Objekt-Nummer. Der Link führt zum PDF-Denkmaldokument des Landesamtes für Denkmalpflege Sachsen. Bei ehemaligen Kulturdenkmalen können die Objektnummern unbekannt sein und deshalb fehlen bzw. die Links von aus der Datenbank entfernten Objektnummern ins Leere führen. Ein ggf. vorhandenes Icon  führt zu den Angaben des Kulturdenkmals bei Wikidata.